# Maculatifrondes
Maculatifrondes är ett släkte av svampar. Maculatifrondes ingår i ordningen Phyllachorales, klassen Sordariomycetes, divisionen sporsäcksvampar och riket svampar.
|                 | Phaeochoraceae                                   |
|                 |                                                  |
|                 | Phyllachoraceae                                  |
|                 |                                                  |
|                 | Lichenochora                                     |
|                 |                                                  |
|                 | Mangrovispora                                    |
|                 |                                                  |
|                 | Palmomyces                                       |
|                 |                                                  |
| Maculatifrondes | \| \| Maculatifrondes aequatoriensis \| \| \| \| |
|                 | \| \| Maculatifrondes aequatoriensis \| \| \| \| |
|                 | Phycomelaina                                     |
|                 |                                                  |
|                 | Uropolystigma                                    |
|                 |                                                  |
|                 | Lindauella                                       |
|                 |                                                  |
|                 | Cyclodomus                                       |
|                 |                                                  |
|                 | Maculatifrondes aequatoriensis                   |
|                 |                                                  |

|  | Maculatifrondes aequatoriensis |
|  |                                |